# ジャン＝シャルル・ド・ボルダ
ジャン＝シャルル・ド・ボルダ（Jean-Charles, chevalier de Borda, 1733年5月4日 - 1799年2月19日）は、フランスの数学者、物理学者、政治学者、航海士。
19世紀・20世紀の海軍兵学校の学生たちが搭乗する訓練用の艦船には、彼の名前が冠せられているものが多い。

## 生涯
1733年、フランス南西部の都市ダクスに生まれる。ラ・フレッシュのコレージュで数年間学んだ後、工兵隊に入隊、後に近衛軽騎兵隊に配属される。
1756年に工兵時代の経験を生かして『弾道についての覚書』を執筆。これが評価され、1764年に科学アカデミーに迎えられる。ジャン＝バティスト・デマレ元帥の副官に任命され、工兵隊に復帰。水工学や水流の抵抗についての覚書を執筆する。
1767年、海軍に配属され従軍。1771年、ヴェルダン・ド・ラ・クレンヌの指揮下でフリゲート艦ラ・フロールに搭乗し、カナリア諸島、アンティル諸島を転戦。その間、科学アカデミーから委嘱され、新式のクロノメーターの試験を行う。1774年から1775年までアフリカ沿岸への遠征に従軍。その後海軍大尉に任命され、カナリア諸島に遠征。測量作業に従事する。これは当時ヨーロッパの多くの国で、カナリア諸島が世界の最西端だと考え、カナリア諸島のイエロ島を起点にして経度を計算していたためである。1777年から1778年までシャルル＝アンリ・デスタン伯爵指揮下の幕僚長としてアメリカ独立戦争に参加する。
1778年に以下の2著を刊行。『王令により1771年・1772年にヨーロッパ各地およびアメリカで緯度・経度等を測定する諸々の方法と道具の有効性を検証するために行った旅行』（ヴェルダン・ド・ラ・クレンヌ、アレクサンドル・ピングレと共著）、『反射円の説明と用法』。
1781年にフランス海軍の艦隊を率い、マルティニークへの派遣部隊を護衛。1782年にはイギリス軍に拿捕されたが、交渉の末に釈放され、まもなくフランスへ帰国した。再びフランス海軍の工兵部隊に配属され、ポンプ式揚水機の改良に従事。ピエール・メシャンやジャン＝バティスト・ドランブルと共に科学アカデミーから子午線弧長の測量を実施する任務を委嘱される。物理学関係全般の研究をおこなう。振り子の長さを測る器械を発明。ドランブルが増補して1800年に刊行した『10進法による三角法一覧』Tables trigonométriques décimalesと『対数・正弦・正割・正接一覧表』Tables des logarithmes, des sinus, sécantes et tangentes, suivant la division du quart de cercle en 100 degrésは、もともとボルダの作品である。
1799年、パリで死亡。
ボルダはボルダ式得点法の名で知られている選挙方法の発明者である。ボルダ式得点法は今日もなお世界各国の選挙制度改革者たちに有名である。ボルダは同時代のコンドルセと並んで、フランス革命期に行われた様々な選挙方法のそれぞれの利点を検証するたくさんの論争に参加した。
ダクス市には彼の名前を冠した普通科・工業科の高校リセ・ボルダがある。

## 著作
アンシャン・レジーム期に以下の著書を著している他、革命勃発以降は科学アカデミーの代表として国民公会でたびたび報告している。
- Voyage fait par ordre du Roi en 1771 et 1772, en diverses partiesde l'Europe, de l'Afrique et de l'Amérique, Paris, 1778.
- Description et usage du cercle de réflexion, avec différentes méthodes pour calculer les observations nautiques, Paris, 1787.